# Zoltán Füredi
Zoltán Füredi (* 21. Mai 1954 in Budapest) ist ein ungarischer Mathematiker, der sich mit Kombinatorik und diskreter Geometrie beschäftigt.

## Leben
Füredi studierte an der Loránd-Eötvös-Universität in Budapest, wo er 1978 sein Diplom machte (Lineare Programmierung und Hypergraphen). 1981 wurde er in Budapest bei Gyula Katona promoviert (Extremale Hypergraphen und endliche Geometrien). Er war ab 1978 am Alfred Renyi Institut der Ungarischen Akademie der Wissenschaften. 1985 ging er an die Rutgers University, wurde 1986 Assistant Professor am Massachusetts Institute of Technology, war 1990 Associate Professor am MIT und ab 1991 Professor für Mathematik an der University of Illinois at Urbana-Champaign. Daneben ist er seit 1990 wissenschaftlicher Berater am Alfred Renyi Institut.
Seit 2004 ist er korrespondierendes Mitglied der Ungarischen Akademie der Wissenschaften. 1994 war er Invited Speaker auf dem Internationalen Mathematikerkongress in Zürich (Extremal hypergraphs and combinatorial geometry).

## Werk
Füredi beschäftigte sich insbesondere mit Problemen vom Turan-Typ, die nach der maximalen Anzahl von Kanten eines n-Punkt Graphen fragen, der bestimmte Graphen nicht als Untergraph enthält (zum Beispiel Kreisgraphen).
Mit I. Palasti untersuchte er 1984 Geradenanordnungen in der Ebene mit möglichst vielen Dreiecken mit Anwendung auf das Orchard Planting Problem von Anordnungen von Punkten in der Ebene mit möglichst vielen Geraden durch je drei Punkte. 1990 bewies er, dass die maximale Anzahl von Einheitsabständen in einem konvexen n-Gon höchstens {\displaystyle 7\cdot n\cdot \log {n}} ist.
Füredi veröffentlichte zehn Arbeiten mit Paul Erdős zusammen. Zum Beispiel bewiesen sie, dass es im d-dimensionalen euklidischen Raum eine Menge von Punkten mit mindestens {\displaystyle {(1.15)}^{d}} Elementen gibt, in der alle durch je drei Punkte festgelegten Winkel kleiner als rechte Winkel sind.
1989 bewiesen Füredi, Imre Bárány und László Lovász eine asymptotische Abschätzung für die Anzahl der Ebenen, die eine Menge S von n Punkten im dreidimensionalen euklidischen Raum in allgemeiner Lage in zwei Hälften teilen (wobei die Ebenen jeweils durch drei Punkte von S gehen). Mit Bárány und J. Pach bewies er die Sechs-Kreise-Vermutung von László Fejes Tóth. Sie besagt, dass bei einer Kreispackung in der Ebene, in der jeder Kreis sechs Nachbarkreise hat, entweder die hexagonale Kreispackung mit Kreisen von gleichem Radius vorliegt oder Kreise mit beliebig kleinem Radius vorkommen.
Mit Barany gab er einen Algorithmus für das Mental Poker Problem und bewies, dass die Berechnung des Volumens im d-dimensionalen Raum ein nicht-polynomial-zeitliches Problem ist.
Mit Gabor Szekely und Zoltan Zubor löste er 1996 ein kombinatorisches Problem mit Anwendungen auf die ungarische Lotterie.